# Óscar Esquivias

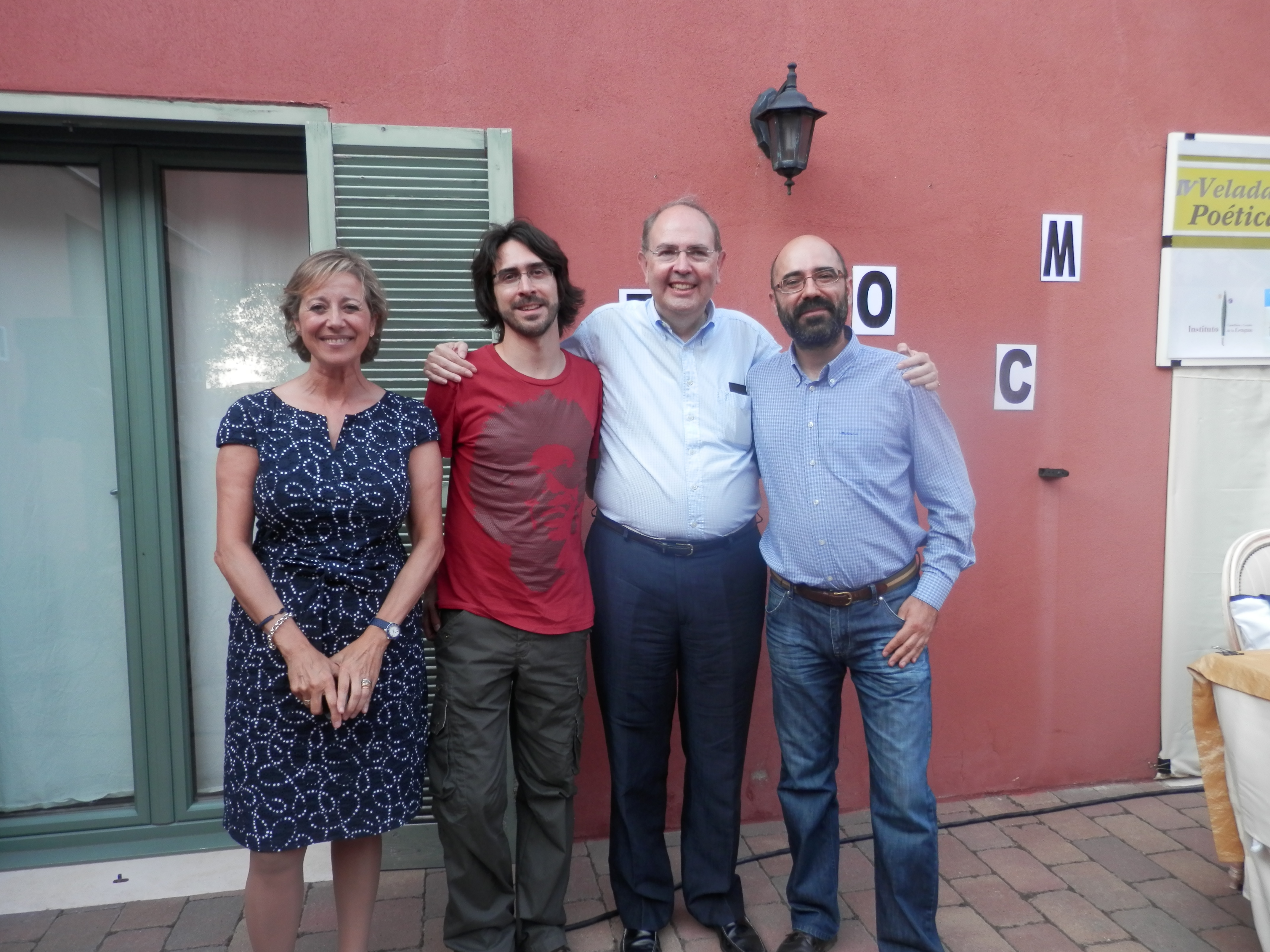
L'escriptor, a la dreta, a les Jornades Poètiques d'Olmillos de Sasamón, l'agost de 2014

Óscar Esquivias (Burgos, 28 de juny de 1972) és un poeta, novel·lista i contista espanyol, resident a Madrid.

## Biografia
Va estudiar Filosofia i Lletres a la Universitat de Burgos, i va iniciar un doctorat en Història d'Amèrica. L'any 1999 fundà la revista de creació literària Calamar.
L'any 2000 va donar-se a conèixer com a escriptor amb la seva primera novel·la, El suelo bendito (premi Ateneu Jove de Sevilla). L'any 2001 va guanyar el premi Art Jove de la Comunitat de Madrid amb la novel·la Jerjes conquista el mar.
És autor de la trilogia formada per Inquietud en el Paraíso, La ciudad del Gran Rey i Viene la noche on presenta la seva visió de la Divina Comèdia de Dante.
El seu primer llibre de contes, La marca de Creta (2008) va guanyar el Premi Setenil al millor llibre de relats publicat a l'estat espanyol. El seu llibre de relats Pampanitos verdes (2010) conté un gran nombre de contes amb personatges gais.
Ha col·laborat amb revistes com Renacimiento, Luzdegás, El Extramundi, Tropo a la uña (Mèxic).
És membre de la Real Academia Burgense de Bellas Artes e Historia, Institución Fernán González, des de juny de 2008.

## Obra publicada

### Narrativa breu
- La marca de Creta (Ediciones del Viento, La Corunya, 2008). Premi Setenil al millor llibre de relats publicat a l'estat espanyol.
- Pampanitos verdes, premi Tormenta (2010)
- Andarás perdido por el mundo (2016).[5]

### Novel·la
- El suelo bendito (2000), premi Ateneu Jove de Sevilla
- Jerjes conquista el mar (2001, 2009), premi Art Jove de la Comunitat de Madrid
- Inquietud en el Paraíso (2005), premi de la Crítica de Castella i Lleó
- La ciudad del Gran Rey (2006)
- Viene la noche (2007), novel·la ambientada en el barri de Tetuán (Madrid)[6]

### Novel·les juvenils
- Huye de mí, rubio (2002)
- Mi hermano Étienne (2007)
- Étienne el traidor (2008)

### Prosa no de ficció
- La ciudad de plata (2008)

## Premis literaris[calcitació]
- 1990, 1995 i 1997: Premi Letras Jóvenes de Castella i Lleó
- 2000: Premi Art Jove de la Comunitat de Madrid
- 2000: Premi Ateneu Jove de Sevilla
- 2006: Premi de la Crítica de Castella i Lleó
- 2008: Premi Setenil
- 2011: Premi La tormenta en un vaso